# Синя та Блакитна стрічки
Синя або Блакитна Стрічка — розповсюджена нагорода за найвидатніші досягнення у різних галузях життя. Бере свою історію, за однією з версій, з відзнак Ордену святого духу.

## Вживання як нагороди
Приклади нагород:

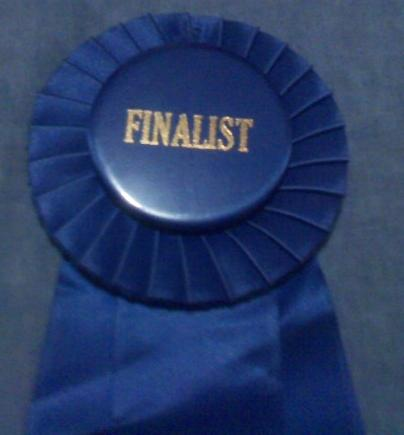
Синя стрічка як нагорода у змаганні

- Блакитна стрічка у кінних перегонах в Великій Британії в змаганнях Blue Riband Trial Stakes або зараз відомі як Investec Derby Trial
- як нагорода за рекорд швидкості серед трансатлантичних лайнерів Блакитна стрічка Атлантики
- з 1958 р. нагорода у Японії за найкращій дизайн потягу Blue Ribbon Award (railway)[en]
- з 1981 р. відзнака у США для середніх шкіл у рамках National Blue Ribbon Schools Program[en][1]
- Японська кінопремія «Блакитна стрічка» Burū Ribon Shō (яп. ブルーリボン賞)[2]

## Вживання у власних назвах
Також згадок про Блакитну Стрічку зустрічається у назвах деяких компаній, наприклад:
- сімейна мережа барбекю-ресторанів у Бостоні США Blue Ribbon Barbecue[en]

## Під назвою Кордон Блю

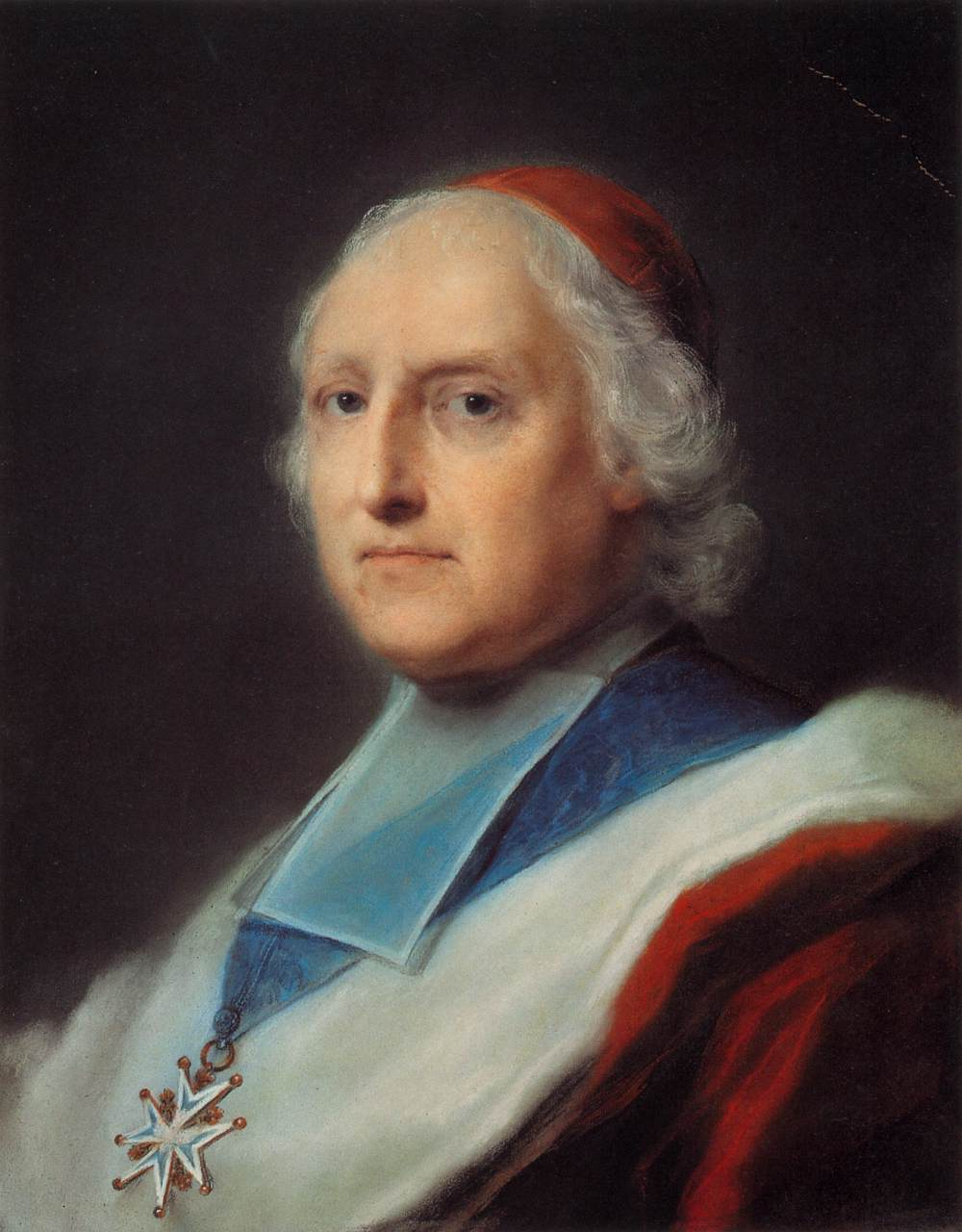
Кардинал de Polignac з Орденом Святого Духа на синій стрічці

Як Кордон Блю (в перекладі з фр. Le Cordon Blue означає Синя стрічка) використовується найчастіше за значеннями і у власних назвах речей пов'язаних з кулінарією та їжею. Це пов'язано з тим що у Франції так називають ще шеф-кухаря (офіційно з 1814 р.).
За легендою це значення з'явилося завдяки історичному вислову Приготуй ласощі Кордон блю! на фр. Faire des festins de cordons bleus! та кавалерам Ордена Святого Духа: Жильє де Куртенво (Gilles de Courtenvaux) і Гільберту де ля Тремоль (Gilbert de La Trémoille)..
Так цей Кордон Блю використовується у назві відомої кулінарної школи Парижа Le Cordon Bleu.
А також у назвах кулінарної швейцарської страви Кордон блю (страва) та шоколадних бісквітів від швейцарської компанії Нестлє.
У випадку, непов'язаним з кулінарією, у назві музикального альбому-збірнику данського симфонічного року Cordon Bleu (album)